# Lista över lagstiftande församlingar
Detta är en lista över lagstiftande församlingar. Listan innehåller nu existerande lagstiftande församlingar i erkända stater.

## Parlamentarism
Lagstiftande församlingar som är konstitutionellt suveräna enligt parlamentarismens principer. Konstitutionella monarkier är vanligtvis även parlamentariska demokratier.
- Danmark: Folketinget
- Finland: Finlands riksdag
  - Åland: Ålands lagting
- Indien: Sansad
  - Lok Sabha
  - Rajya Sabha
- Irland: Oireachtas
  - Seanad Éireann
  - Dáil Éireann
- Island: Alltinget
- Israel: Knesset
- Italien: Italienska parlamentet
  - Italienska senaten
  - Deputeradekammaren
- Japan: Japans parlament
  - Japans överhus
  - Japans underhus
- Kanada: Kanadas parlament
  - Kanadas senat
  - Kanadas underhus
- Kroatien: Sabor
- Polen: Polens parlament
  - Polens senat
  - Sejm
- Slovakien: Nationalrådet
- Nederländerna: Generalstaterna
- Norge: Stortinget
- Portugal: Assembleia da República
- Spanien: Cortes Generales
  - Spanska senaten
  - Deputeradekongressen
- Sverige: Sveriges riksdag
- Tyskland: Förbundsdagen
- Österrike: Österrikes parlament
  - Förbundsrådet
  - Nationalrådet

## Maktdelning
Lagstiftande församlingar som enligt principerna om maktdelning delar makt med andra institutioner. Republiker där presidenten har politisk makt bygger vanligtvis på maktdelningsprincipen. Ett exempel på detta är Frankrike där den lagstiftande församlingen kallas parlament, trots att parlamentarism inte råder.
- Argentina: Congreso Nacional
- Frankrike: Frankrikes parlament
  - Franska senaten
  - Frankrikes nationalförsamling
- Kenyas nationalförsamling
- Ryssland: Ryska federationens federala församling
  - Rysslands federala råd
  - Statsduman
- Schweiz: Förbundsförsamlingen
- Ukraina: Verchovna Rada
- USA
  - USA:s kongress
    - USA:s senat
    - USA:s representanthus

  - USA:s delstatsförsamlingar

## Totalitarism
Lagstiftande församlingar i totalitära stater har sällan själva möjlighet att påverka inriktningen på lagstiftningen. Ofta beror detta på att representanterna i den lagstiftande församlingen är lojala med den styrande makten, oavsett om de har tillsatts genom val eller ej.
- Kina: Nationella folkkongressen
- Nordkorea: Högsta folkförsamlingen
- Vietnam: Nationalförsamlingen